# Sapin de Céphalonie
Abies cephalonica
Espèce
Classification phylogénétique
Statut de conservation UICN

 LC  : Préoccupation mineure
Répartition géographique
Le sapin de Céphalonie (Abies cephalonica) est un arbre de la famille des Pinaceae, et le seul taxon parmi les Abies que l'on trouve sur des îles.

## Répartition
Cette espèce est endémique de Grèce où elle a une très large répartition. On la trouve dans les régions d'Épire, de Macédoine-Centrale (Mont Olympe et Mont Athos), du Péloponnèse, Sterea Ellas, sur les îles Ioniennes (Céphalonie). Elle pousse entre 400 et 1 800 m d'altitude, on la trouve très rarement au-dessus de 2 000 m.

## Caractéristiques
- Organes reproducteurs :
  - Type d'"inflorescence" : cône
  - Répartition des sexes : monoïque
  - Type de pollinisation : anémogame
  - Période de floraison :
- Graine :
  - Type de fructification : cône
  - Mode de dissémination : anémochore
- Habitat et répartition :
  - Habitat type : bois méditerranéens sempervirents
  - Aire de répartition : introduit (Balkans)[4]. Endémique de Céphalonie (îles Ioniennes) et de l'Eubée (mer Égée)[2].